# Pastor Ephraim Magnus
Pastor Ephraim Magnus is het eerste toneelstuk van de Duitse expressionistische dramaturg Hans Henny Jahnn. Hij schreef dit controversiële werk in ballingschap in Noorwegen tijdens de Eerste Wereldoorlog en het leverde hem in 1920 de Kleist-Preis voor toneelstukken van de Weimarrepubliek op. Het stuk werd voor het eerst in 1923 opgevoerd, in een door Bertolt Brecht drastisch ingekorte versie, in een Berlijns privétheater van Jo Lhermann, dat na een week door de politie werd opgedoekt. Pastor Ephraim Magnus heeft een bezetting van ten minste dertig acteurs en een speelduur van ongeveer vijf uur. Het stuk is een ‘schoolvoorbeeld van nihilistisch expressionisme, vol van perversie en sadomasochisme’ genoemd.

## Samenvatting
De oude pastoor Magnus ligt op zijn sterfbed als een zak rottende ingewanden en ontbiedt zijn drie kinderen Ephraim, Jakob en Johanna. Hij stelt dat hijzelf allang dood is omdat hij nooit echt geleefd heeft en raadt zijn kinderen aan zoveel mogelijk pijn te lijden, omdat ze daardoor tenminste voelen dat ze leven. In een achterkamertje tracht Jakob zijn zestienjarige neef Paul ervan te overtuigen dat hij een prinses verdient, die zijn voeten kust. Mimi, op wie Paul verliefd is, weigert dit echter, dus is ze een heks. Jakob wil beproeven of zijn verloofde Mathilde wel echt van hem houdt en hij beveelt haar de voeten van Paul te kussen. Zij staat hiertegenover erg weigerachtig, hetgeen bewijst dat ze niet van Jakob houdt. Wanneer Jakob ontdekt dat Mathilde zwanger was en de foetus liet aborteren, beraamt hij een moord op Mathilde, waarbij Ephraim en Johanna hem moeten helpen. Zij hebben echter angst om hem bij te staan. 
In het tweede bedrijf vermoordt Jakob een prostituee en snijdt haar lijk open om het te bestuderen. Hij wordt ter dood veroordeeld en terechtgesteld. Ephraim heeft de post van priester van de dom aanvaard en woont daar voortaan met zijn zuster Johanna in de sacristie. Hij heeft Jakobs lijk gestolen en bewaart het in de crypte; hij slaat aandachtig het verrottingsproces gade, dat hij wil tegenhouden door zich met God te verenigen. Hij verzoekt Johanna hem te kruisigen en hem blind te maken; dit brengt echter Jakobs ontbinding niet tot stilstand. Ze zinnen op manieren om zoveel mogelijk pijn te lijden, zodat ze ten hemel opgenomen kunnen worden. Spoken komen vanuit de crypte omhoog en lachen hen uit. Ephraim laat zich door zijn zuster op een folterbank vastbinden en castreren. Johanna is afgunstig omdat er voor de castratie van mannen geen equivalent voor vrouwen bestaat; ze steekt zichzelf dan maar een roodgloeiende ijzeren staaf in de schede.
Ephraim en Johanna hebben beiden veel bloed verloren, maar ze leven nog steeds. Ofschoon ze beiden nog maagd waren, en nu hoe dan ook niet meer tot geslachtelijk verkeer in staat zullen zijn, lijkt hun doorstaan van pijn hen niet nader tot God te hebben gebracht. Ze maken een wandelinkje in de frisse lucht, waar drie jongetjes over hun nieuwsgierigheid naar geslachtsgemeenschap praten. Terug in de kathedraal aangekomen, kruipt Ephraim op zijn zuster en slaat haar dood. Hij legt haar bij Jakob in de sarcofaag. De spoken komen terug en nodigen hem uit tot een reidans. Ephraim valt bewusteloos op de vloer.
In de laatste scène komt de superintendant Ephraim om geld vragen voor de opbouw van een Mariakapel in de dom. Ephraim staat hoog in aanzien als een excentrieke, maar zeer gerespecteerde geestelijke; hij legt zijn wil aan de wereldlijke autoriteiten op. Er wonen twee misdienaars bij hem in, die geregeld in zijn soep plassen. Ephraim is blind en ziet dan ook niet hoe de twee aan elkaars penis zuigen en elkaars urine drinken; zij genieten volop van hun lijfelijkheid. Ephraim stelt zijn neef Paul als architect voor de nieuwe kapel aan, tot meerdere eer en glorie van God. Er zullen vooral veel standbeelden in staan, ook al kan hij die niet zien.

## Opvoeringen
Pastor Ephraim Magnus werd tijdens de Weimarrepubliek één week opgevoerd in het besloten gezelschap Das Theater, onder leiding van Jo Lhermann. Deze versie was sterk ingekort door Bertolt Brecht en de Oostenrijker Arnolt Bronnen. Mede met het oog op de homoseksuele en incestueuze scènes werd deze opvoering van overheidswege verboden. Tijdens de nazistische dictatuur was Jahnn persona non grata en verhuisde hij naar Bornholm. Na Jahnns dood in 1959 geraakte Pastor Ephraim Magnus, evenals Jahnn zelf, enigszins in de vergetelheid. 
In 2015 voerde het Deutsches Schauspielhaus in Hamburg een integrale versie uit onder regie van Frank Castorf.